# Тальгаузен
Тальгаузен (нім. Thalhausen) — громада в Німеччині, розташована в землі Рейнланд-Пфальц. Входить до складу району Нойвід. Складова частина об'єднання громад Ренгсдорф.
Площа — 3,66 км2. Населення становить 746 ос. (станом на 31 грудня 2020).